# جوزيف هوبر (لاعب جمباز فني)
جوزيف هوبر (بالفرنسية: Joseph Huber)‏ هو لاعب جمباز فني فرنسي، ولد في 24 سبتمبر 1893 في Dornach (Mulhouse) ‏ في فرنسا، وتوفي في 18 يناير 1976 في Pfastatt ‏ في فرنسا.

## وصلات خارجية
- جوزيف هوبر على موقع أوليمبيديا (الإنجليزية)